# Sybra subuniformis
Sybra subuniformis là một loài bọ cánh cứng trong họ Cerambycidae.